# Castiglione Tinella
Castiglione Tinella là một đô thị tại tỉnh Cuneo trong vùng Piedmont của Italia, vị trí cách khoảng 50 km về phía đông nam của Torino và khoảng 60 km về phía đông bắc của Cuneo. Tại thời điểm ngày 31 tháng 12 năm 2004, đô thị này có dân số 866 người và diện tích 11,6 km².
Đô thị Castiglione Tinella có các frazioni (đơn vị cấp dưới, chủ yếu là các làng) San Carlo, San Giorgio, Balbivà San Martino.
Castiglione Tinella giáp các đô thị: Calosso, Castagnole delle Lanze, Coazzolo, Costigliole d'Asti và Santo Stefano Belbo.